# Waking the Dead
Waking the Dead är en amerikansk dramafilm från 2000 som är regisserad av Keith Gordon.

## Om filmen
Waking the Dead är regisserad av Keith Gordon efter en roman av Scott Spencer. 

## Rollista (urval)
- Billy Crudup - Fielding Pierce
- Jennifer Connelly - Sarah Williams
- Molly Parker - Juliet Beck
- Janet McTeer - Caroline Pierce
- Paul Hipp - Danny Pierce
- Sandra Oh - Kim
- Hal Holbrook - Isaac Green
- Nelson Landrieu - Francisco Higgens
- Ivonne Coll - Gisela Higgens
- Lawrence Dane - Guvernör Kinosis
- Ed Harris - Jerry Charmichael